# Рудка (гмина)
Рудка (пол. Rudka) — сельская гмина (волость) в Польше, входит как административная единица в Бельский повет (Подляское воеводство), Подляское воеводство. Население — 2327 человек (на 2004 год). Административный центр гмины — деревня Рудка.

## Демография
| Перепись                       | Всего   | Всего | Женщины | Женщины | Мужчины | Мужчины |
| ------------------------------ | ------- | ----- | ------- | ------- | ------- | ------- |
| Единицы                        | человек | %     | человек | %       | человек | %       |
| Население                      | 2327    | 100   | 1163    | 50      | 1164    | 50      |
| Плотность населения (чел./км²) | 33,1    | 33,1  | 16,6    | 16,6    | 16,6    | 16,6    |

## Поселения
1. Юзефин
2. Карп
3. Коце-Борове
4. Немые-Ярнонты
5. Немые-Склоды
6. Немые-Зомбки
7. Нове-Немые
8. Рудка
9. Старе-Немые

## Соседние гмины
1. Гмина Браньск
2. Браньск
3. Гмина Цехановец
4. Гмина Гродзиск
5. Гмина Клюково